# Tortopus primus
Tortopus primus är en dagsländeart som först beskrevs av Mcdunnough 1924.  Tortopus primus ingår i släktet Tortopus och familjen Polymitarcyidae. Inga underarter finns listade i Catalogue of Life.